# Bristow, Iowa
Bristow là một thành phố thuộc quận Butler, tiểu bang Iowa, Hoa Kỳ. Năm 2010, dân số của thành phố này là 160 người.

## Dân số
Dân số qua các năm:
- Năm 2000: 202 người.
- Năm 2010: 160 người.